# Skóciában történt légi közlekedési balesetek listája
A Skóciában történt légi közlekedési balesetek listája mind a halálos áldozattal járó, mind pedig a kisebb balesetek, meghibásodások miatt történt, gyakran csak az adott légiforgalmi járművet érintő baleseteket is tartalmazza évenkénti bontásban.

## Skóciában történt légi közlekedési balesetek

### 1956
- 1956. október 10., Mull of Kintyre. A Brit Királyi Légierő 36. Repülőszázadának WX545 lajstromjelű Lockheed P2V-5 típusú repülőgépe Beinn na Lice területén lezuhant. A gépen tartózkodó 9 fős személyzet mindegyik tagja életét vesztette.[1][2]

### 1988
- 1988. december 21., Lockerbie. A Pan Am légitársaság 103-as járatát ( Boeing 747 típusú repülőgép) terroristák felrobbantották. A támadásban 243 utas, köztük a támadók és 16 fő személyzet vesztette életét, továbbá 11 fő a földön tartózkodók közül.[3]

### 2007
- 2007. szeptember 15. Lanark közelében, Mouse Valley. Colin McRae, ötéves fia Johnny McRae, fiának hatéves barátja, Ben Porcelli és a 37 éves Graeme Duncan életüket vesztették, mikor lezuhant az autóversenyző Eurocopter Écureuil típusú helikoptere.[4]